# Hexatoma (Eriocera) longifurca
Hexatoma (Eriocera) longifurca is een tweevleugelige uit de familie steltmuggen (Limoniidae). De soort komt voor in het Palearctisch gebied.